# 森龍吉
森 龍吉（森 竜吉、もり　りゅうきち、1916年2月3日-1980年3月22日）は、仏教史学者。
三重県出身。龍谷大学文学部社会学科卒。夕刊京都新聞の記者をしていてレッドパージにあう。平安女学院大学助教授、龍谷大学経済学部教授。浄土真宗の歴史を研究した。

## 著書
- 『日本仏教論』日本社 学生叢書 文化科学編 1947
- 『本願寺』三一新書 1959
- 『親鸞 その思想史』三一新書 1961
- 『生きるための仏教』至誠堂新書 1966
- 『ことわざの知恵 仏教のこころ』春秋社 1968
- 『親鸞随想 その精神と風土』三一書房 1972
- 『親鸞 その思想史』三一新書 1973
- 『ふるさとの軌跡 その崩壊と蘇生をさぐる』世界政治経済研究所 1976
- 『蓮如』講談社現代新書 1979
- 『森龍吉著作選集 森龍吉・人と思想』川瀬健一編 東洋思想研究所 1982

### 共編著
- 『日本仏教の創建者』編 大雅堂 1949
- 『仏教』星野元豊共著 青木書店 現代哲学全書 1957
- 『親鸞 その人と思想 シンポジウム』司会・編集 講談社 1973　『親鸞はいかに生きたか』講談社学術文庫
- 『真宗史料集成 第12巻 真宗教団の近代化』編 同朋舎 1975
- 『真宗史料集成 第13巻 真宗思想の近代化』編　同朋舎 1977

## 論文
- Cinii

## 注
1. ↑  『「現代物故者事典」総索引 : 昭和元年～平成23年 2 (学術・文芸・芸術篇)』日外アソシエーツ株式会社、2012年、1100頁。
2. ↑  『親鸞はいかに生きたか』著者紹介
3. ↑  故森竜吉教授年譜および業績一覧 (森竜吉教授追悼号)竜谷大学経済経営論集 1981-03